# Inga capsellata
Inga capsellata är en ärtväxtart som beskrevs av Uribe. Inga capsellata ingår i släktet Inga och familjen ärtväxter. Inga underarter finns listade i Catalogue of Life.